# Legalize It
Az 1976-os Legalize It Peter Tosh reggae énekes lemeze. A Treasure Isle és a Randy's stúdiókban vették fel a jamaicai Kingston-ban, 1975 folyamán. Szerepel az 1001 lemez, amit hallanod kell, mielőtt meghalsz című könyvben.

## Az album dalai
|    | Cím                             | Szerző(k)              | Hossz |
| -- | ------------------------------- | ---------------------- | ----- |
| 1. | Legalize It                     | Peter Tosh             | 4:35  |
| 2. | Burial                          | Tosh                   | 3:54  |
| 3. | What'cha Gonna Do?              | Tosh                   | 2:25  |
| 4. | No Sympathy                     | Tosh                   | 4:35  |
| 5. | Why Must I Cry                  | Tosh, Bob Marley       | 3:08  |
| 6. | Igziabeher (Let Jah Be Praised) | Tosh                   | 4:37  |
| 7. | Ketchy Shuby                    | Tosh                   | 4:53  |
| 8. | Till Your Well Runs Dry         | Tosh, Bunny Livingston | 6:09  |
| 9. | Brand New Second Hand           | Tosh                   | 4:03  |

## Közreműködők
- Peter Tosh – gitár, billentyűk, ének
- Al Anderson – gitár
- Aston „Family Man” Barrett – basszusgitár
- Carlton Barrett – dob
- Tyrone „Organ D” Downie – billentyűk
- Donald Kinsey – gitár
- Robbie Lee – szájharmonika
- Rita Marley – háttérvokál
- Judy Mowatt – háttérvokál
- Robert Shakespeare – basszusgitár
- Bunny Wailer – háttérvokál

## Külső hivatkozások
- https://web.archive.org/web/20090429091757/http://www.roots-archives.com/release/136